# 渋谷区立加計塚小学校
渋谷区立加計塚小学校（しぶやくりつ かけづか しょうがっこう）は、東京都渋谷区恵比寿四丁目にある公立小学校。

## 沿革
経緯
加計塚小学校は、渋谷区内の小学校の中でも歴史が古く、1919年（大正8年）4月1日、東京府豊多摩郡渋谷町立加計塚尋常小学校として設立された。
年表
- 1919年（大正8年）4月1日 - 東京府豊多摩郡渋谷町立加計塚尋常小学校として設立された。
- 1932年（昭和7年）10月1日 - 東京市編入とともに東京府東京市加計塚国民尋常学校と名称変更した。
- 1941年（昭和16年）4月1日 - 国民学校令施行により東京府東京市加計塚国民学校と名称変更した。
- 1941年（昭和18年）7月1日 - 都制実施により東京都加計塚国民学校と名称変更した。
- 1944年（昭和19年）8月21日 - 第2次世界大戦により児童職員は静岡県に集団疎開した。
- 1945年（昭和20年）5月24日 - 戦災により校舎が全焼した。
- 1947年（昭和22年）4月1日 - 文部省令により東京都渋谷区立加計塚小学校と名称変更した。
- 1986年（昭和61年）2月15日 - 渋谷区研究奨励校（理科）の研究発表した。
- 1987年（昭和62年）1月23日 - 渋谷区教育委員会研究奨励校研究発表（理科）した。
- 1999年（平成11年）月1日 - 渋谷区教育委員会研究奨励校研究発表（性教育）した。
- 2006年（平成18年）3月1日 - 渋谷区研究奨励校（算数）研究発表した。
- 2007年（平成19年）3月1日 - 渋谷区研究奨励校（国語）研究発表した。

### 建て替え計画
渋谷区は2022年（令和4年）、教育目標や長寿命化計画を踏まえ、「未来の学校のコンセプト」と「新しい学校施設整備に当たっての考え方」の概要をまとめ、「渋谷区新しい学校づくり整備方針（2023年3月）、渋谷区立小学校と中学校の建て替えロードマップ」を発表した。
- 工事期間（解体1年、建築2年） - 2039年度（令和21年）〜 2041年度（令和23年）

## 教育方針
教育目標
「礼儀正しく思いやりのある人間」「社会に貢献しようとする人間」「個性と創造力豊な人間」
小学校の児童数と教員数
| 年度     | 児童総数 | 1年生 | 2年生 | 3年生 | 4年生 | 5年生 | 6年生 | 教員数 | 職員数 |
| -------- | -------- | ----- | ----- | ----- | ----- | ----- | ----- | ------ | ------ |
| 平成23年 | 392人    | 66人  | 74人  | 63人  | 67人  | 59人  | 63人  | 19人   | 10人   |
| 平成24年 | 384人    | 64人  | 64人  | 71人  | 63人  | 65人  | 57人  | 18人   | 11人   |
| 平成25年 | 384人    | 60人  | 65人  | 63人  | 70人  | 63人  | 63人  | 19人   | 9人    |
| 平成26年 | 368人    | 60人  | 59人  | 60人  | 63人  | 65人  | 61人  | 19人   | 8人    |
| 平成27年 | 372人    | 63人  | 62人  | 60人  | 61人  | 63人  | 63人  | 18人   | 7人    |
| 平成28年 | 356人    | 46人  | 66人  | 64人  | 58人  | 60人  | 62人  | 20人   | 7人    |
| 平成29年 | 349人    | 65人  | 42人  | 65人  | 61人  | 56人  | 60人  | 18人   | 7人    |
| 平成30年 | 329人    | 48人  | 64人  | 42人  | 63人  | 59人  | 53人  | 20人   | 7人    |
| 令和元年 | 327人    | 47人  | 49人  | 64人  | 42人  | 65人  | 60人  | 20人   | 7人    |
| 令和2年  | 307人    | 40人  | 45人  | 51人  | 63人  | 41人  | 67人  | 20人   | 7人    |
| 令和3年  | 286人    | 51人  | 38人  | 43人  | 52人  | 63人  | 39人  | 19人   | 9人    |
| 令和4年  | 295人    | 50人  | 53人  | 40人  | 42人  | 49人  | 61人  | 21人   | 8人    |
| 令和5年  | 285人    | 56人  | 49人  | 51人  | 35人  | 43人  | 51人  | 19人   | 9人    |

## 学校行事
放課後クラブ
放課後クラブは、保護者の就労状況にかかわらず、全ての児童を対象とし、学校や地域との連携により、児童一人一人を健やかに育てていくための事業です。校庭、体育館、図書館、特別教室など、学校施設を活用して活動します。
校外学習
渋谷区立小中学校の児童・生徒たちが、校外学習を行う宿泊施設があり、学校が使用しない期間は社会教育団体に開放しています。利用資格は区内在住、在勤者を主とする社会教育団体。
- 山中高原学園 - 〒401-0501 山梨県南都留郡山中湖村山中263（℡0555-62-0595）
- 冨山高原学園 - 〒299-2216 千葉県南房総市久枝784（℡0470-57-2130）

## 通学区域
子供が通学する学校は、住所により指定されている、また、2004年（平成16年）から学校選択希望制を導入しており、入学を希望する学校を選べる。学校選択希望制は、現行の通学区域を維持したうえで、通学区域外の学校を希望することが出来る制度で、特色のある学校づくりや地域に開かれた学校づくりを推進し、区民から選ばれる学校づくり等を図る。
住所別通学区域
| 恵比寿一丁目                    | 恵比寿二丁目 | 恵比寿三丁目                  | 恵比寿四丁目 | 恵比寿南一丁目 | 恵比寿南二丁目      |
| ------------------------------- | ------------ | ----------------------------- | ------------ | -------------- | ------------------- |
| 11番、12番、20 - 26番 32 - 35番 | 9番、10番    | 1番、4 - 42番 44番、46 - 49番 | 全域         | 18 - 26番      | 12 - 18番 20 - 31番 |

通学区域では調整区域を設けている、通学の距離等を考慮し保護者の申請により指定校の変更が出来る区域。
調整区域
| 希望校       | 指定校     | 町丁名       | 番                  |
| ------------ | ---------- | ------------ | ------------------- |
| 加計塚小学校 | 臨川小学校 | 恵比寿三丁目 | 2 - 3番、43番、45番 |

## 進学先中学校
中学校の学校別通学区域は、住所により指定されている。
渋谷区立広尾中学校
| 恵比寿一丁目 - 四丁目 | 恵比寿南一丁目                             | 恵比寿南二丁目                                            | 恵比寿南三丁目   |
| --------------------- | ------------------------------------------ | --------------------------------------------------------- | ---------------- |
| 広尾中学校、全域      | 広尾中学校、18 - 26番 鉢山中学校、1 - 17番 | 広尾中学校12 - 18番、20 - 31番 鉢山中学校、1 - 11番、19番 | 鉢山中学校、全域 |

## 交通
鉄道
- JR線 - 山手線恵比寿駅東口からスカイウオークを利用して徒歩約7分。
- 東京メトロ日比谷線 - 恵比寿駅東口からスカイウオークを利用して徒歩約7分。

## ギャラリー
- 南側公道から校庭と校舎を見る（2015年2月撮影）
- 同左、（2015年2月撮影）